# Penumbra: Overture
«Penumbra: Overture» — комп'ютерна гра, розроблена шведською компанією Frictional Games в жанрі survival horror та видана в 2007 році Lexicon Entertainment.
Це перша гра серії ігор Penumbra.

## Ігровий процес
Хоча Frictional Games описує Penumbra: Overture як шутер від першої особи з елементами пригод, гра поєднує в собі жанри жахів, шутеру від першої особи і пригод. У грі використовується хороший штучний інтелект ворогів, реалістично зображені шуми і світло. Завдяки ігровому рушію гри, переміщення предметів відбувається не просто натисненням кнопки миші, а ще й її рухом у певному напрямку, наприклад, щоб відкрити двері потрібно взяти її та потягнути на себе імітуючи реалістичність пересування. При цьому можна повністю відкрити або трішки відкрити її. Вогнепальної зброї в грі немає, але гравець під час бою може використовувати молоток або кайло, але це доволі важко бо вони пристосовані для подолання перешкод, чи кидати різні предмети на ворогів. Гра створена так, що бажано уникати небезпеки. Наприклад, Філіп може заховатися в тіні, заблокувати за собою двері, заманити ворогів в пастку.
У процесі гри гравцеві доведеться систематизувати відомості, отримані з обривків газет і записок покійних шахтарів, комбінувати різні предмети і вирішувати з їх допомогою різноманітні загадки. Наприклад, Філіпу доведеться самостійно шукати інгредієнти для створення вибухівки, приготувати її, звіряючись з довідником хімічних речовин.
У грі дається досить мало конкретних відомостей про події, що відбулися в шахті. Незважаючи на велику кількість письмових документів, з них досить важко скласти повну картину подій.

## Сюжет
Сюжет гри починається з того, як у 2000 році Філіп після смерті своєї матері отримує таємничого листа від його батька, який давно пішов з сім'ї і до того моменту вважався вже мертвим. Лист приводить Філіпа в далеку Гренландію. З часом головний герой заблукає, намагаючись не загинути від холоду, Філіп знаходить невідому шахту. Коли він спускається в неї, сходи обламується і Філіпу нічого не залишається, крім як рухатися вглиб шахти назустріч невідомості. Через деякий час він знаходить рацію і починає приймати повідомлення від деякого Рудого (англ. «Red») — одного з шахтарів, якому якимось чином вдалося вижити. Очевидно, що Рудий провів у шахтах кілька років, що наклало відбиток на його психічне здоров'я. Рудий обіцяє, що коли Філіп знайде його, той постарається відповісти на всі питання, які привели героя до Гренландії. Філіп, якого вабить бажанням з'ясувати, яка доля спіткала його батька і всіх робітників, у пошуках Рудого спускається глибше в шахти, розплутуючи клубок таємниць минулих і нинішніх мешканців шахти. Прокладаючи шлях крізь шахти Філіп виявляє, що вони населені ворожими істотами: здичавілими псами, гігантськими павуками й хробаками колосальних розмірів. З обривків газет і розкиданих записів Філіпу вдається дізнатися, що якесь таємне товариство займалося в шахтах вивченням аномальних явищ, але через якісь події вони покинули це місце, або всі члени загинули.
Зрештою, Філіп потрапляє в область шахти, де весь цей час його чекав Рудий. З'ясовується, що справжнє ім'я Рудого — Том Редвуд, який волею долі опинився в шахті і перебував тут протягом дуже довгого часу. Якщо вірити одній з записок, знайдених в кімнаті Рудого, нещасний живе в шахтах на самоті з 14 років, харчуючись переважно щурами. Головний герой знаходить його у величезній сміттєспалювальній печі, звідки той не бажає виходити. Рудий зізнається, що весь цей час вів героя аж ніяк не тому, що знає відповіді на всі питання, а просто тому, що йому не було з ким поговорити. Нещасний просить Філіпа лише про одне — вбити його. У відчай Рудий не міг більше виносити тягот самотності. Філіпу нічого не залишається, окрім як виконати останнє прохання людини, що стала його єдиним другом і провідником у лабіринті шахт. Серед попелу Філіп знаходить ключ до дверей, що ведуть у іншу область, яка позначена на карті як «Сховище». Зійшовши сходами і опинившись в довгому коридорі, Філіп зауважує вдалині людську фігуру. Герой направляється до незнайомця, але раптово в коридорі вимикається світло, а потім Філіп втрачає свідомість, будучи оглушеним таємничим незнайомцем.

## Вороги
У грі три види ворогів:
- Собаки — перший ворог в грі. Схожі на зомбі: очі світяться, облізла шерсть, в деяких місцях видно глибокі рани. Видають себе голосним виттям. Побачивши персонажа голосно гарчать і нападають на нього. Втекти від них практично неможливо, так як собаки швидші. Можна просто обійти їх, не привертаючи уваги, відвернути за допомогою в'яленого м'яса, а можна просто вбити. Однак бажано уникати зустрічі, так як одна собака може позвати своїх родичів. Від удару кайла собаки вмирають з 5 разу.
- Павуки — зустрічаються рідше, але також небезпечні особливо у великих кількостях. Великі за розмірами, бо були піддані різноманітними мутаціями. Обійти неможливо, тому необхідно вступати з ними в бій. Від кирки вмирають з двох разів, а також бояться сильного освітлення тому їх можна налякати ліхтариком.
- Хробак — величезний хробак-мутант. За гру зустрічається двічі, його неможливо вбити, але можна від нього тікати.

## Цікаві факти
- У грі головний герой знаходить монтування з написом «Freeman». Це відсиланням до Гордона Фрімена, персонажу серії ігор Half-Life.
- У tech-demo гри зустрічається локація, де в крові лежить чужа червона куртка. У цій же куртці Філіп зображений на обкладинках наступних ігор.